# Hypercompe postfusca
Hypercompe postfusca là một loài bướm đêm thuộc phân họ Arctiinae, họ Erebidae.